# Potpourri (Gefäß)

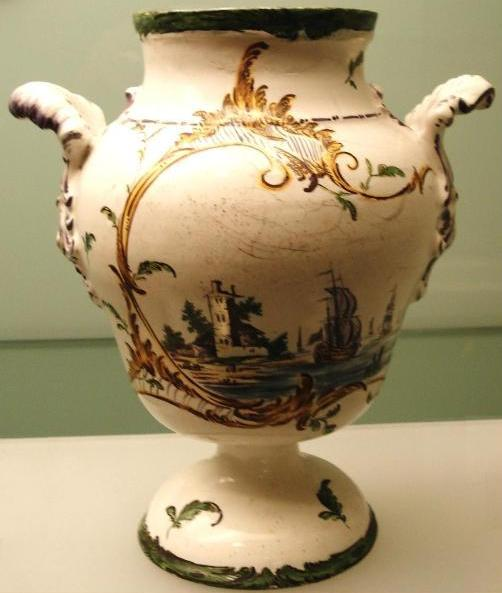
Potpourri (ohne Deckel) aus der Stockelsdorfer Fayencemanufaktur

Als Potpourri (französisch pot pourri „verdorbener Topf“) wird ein Gefäß bezeichnet, in dem wohlriechende Pflanzenteile aufbewahrt wurden, die der Verbesserung des Raumduftes dienen sollten.
Potpourris waren typische (Luxus-)Bestandteile der bürgerlichen Wohnkultur des 18. und 19. Jahrhunderts.

## Gefäß
Es handelt sich in der Regel um bauchige, vasenförmige Gefäße – meist aus Fayence, Steingut oder Porzellan – die mit einem durchbrochenen Deckel sowie (darunter) einem nicht durchbrochenen Innendeckel ausgestattet sind. Die Gefäße waren häufig aufwendig verziert oder mehrfarbig bemalt. Bei Fehlen des durchbrochenen Deckels sowie des nicht durchbrochenen Innendeckels lassen sich Potpourri-Gefäße von Vasen durch den Auflagerand für den Innendeckel unterscheiden.

## Inhalt und Verwendung
Im Potpourri wurde eine Duftmischung aus Pflanzenteilen (Blüten, Wurzeln, Kräuter, Schalen von Zitrusfrüchten und Gewürze) angesetzt – teilweise unter Zusatz von ätherischen Ölen oder Pflanzenauszügen. Bei Verwendung frischer Blüten wurden diese mit Zusatz von Salz konserviert. Andere Pflanzenteile wurden in getrocknetem Zustand eingefüllt. Die Mischung bildete nach einiger Zeit eine duftende, aber gleichzeitig unansehnliche Masse. Später kamen fertige Duftmischungen für das Potpourri in den Handel.
Die Gefäße wurden meist in der Nähe des Ofens aufgestellt. Wenn zuvor der nicht durchbrochene Innendeckel entfernt wurde, konnte der Duft – durch die Wärme verstärkt – durch den durchbrochenen Deckel ausströmen.

## Sonstiges

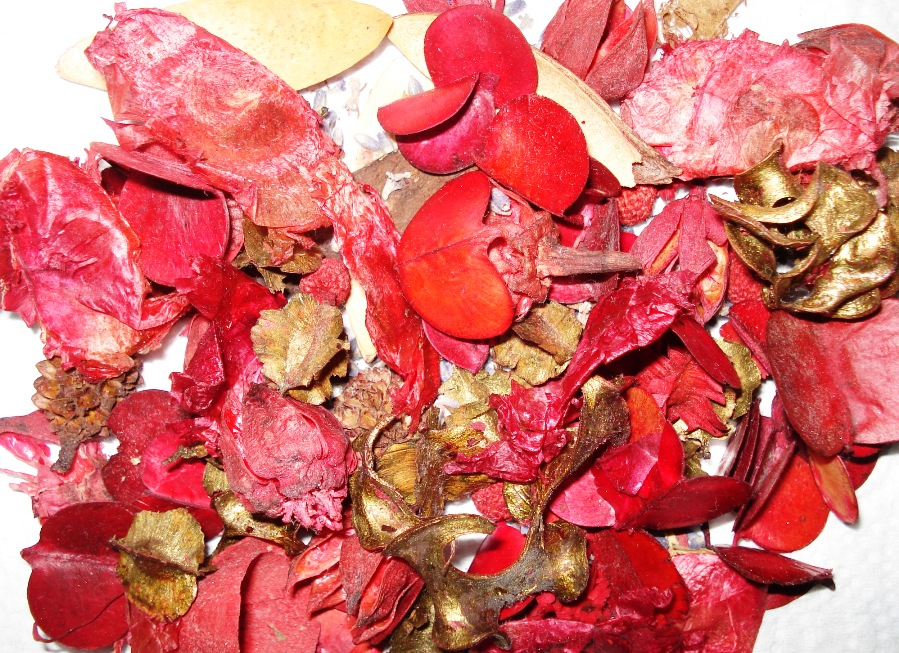
Eine als „Potpourri“ bezeichnete Mischung aus getrockneten Pflanzenteilen

Die – eher unansehnlichen – Füllungen des Potpourris wurden später durch trockene Mischungen aus Pflanzenteilen ersetzt, die immer wieder mit Duftstoffen (beispielsweise ätherischen Ölen) aufgefrischt werden konnten. Damit wandelten sich im Laufe der Zeit auch die Form der Gefäße und es wurden auch flache Schalen – teilweise mit einem durchbrochenen Deckel – gefertigt und benutzt. Im weiteren verschwanden spezielle „Potpourri“-Gefäße und der Begriff „Potpourri“ wird nunmehr für die Duftmischung selbst verwendet.